# Kåsaiva
Kåsaiva är en sjö i Kiruna kommun i Lappland och ingår i Torneälvens huvudavrinningsområde. Sjön har en area på 0,826 kvadratkilometer och ligger 364 meter över havet. Kåsaiva ligger i Torneträsk-Soppero fjällurskog Natura 2000-område.

## Delavrinningsområde
Kåsaiva ingår i det delavrinningsområde (758723-167634) som SMHI kallar för Utloppet av Kåsaiva. Medelhöjden är 452 meter över havet och ytan är 27,21 kvadratkilometer. Det finns inga avrinningsområden uppströms utan avrinningsområdet är högsta punkten. Vattendraget som avvattnar avrinningsområdet har biflödesordning 3, vilket innebär att vattnet flödar genom totalt 3 vattendrag innan det når havet efter 452 kilometer. Avrinningsområdet består mestadels av skog (89 procent). Avrinningsområdet har 1,32 kvadratkilometer vattenytor vilket ger det en sjöprocent på 4,8 procent.